# Jan Peters (calciatore 1953)
Wilhelmus Johannes Hendrikus Peters (Gorinchem, 20 luglio 1953) è un ex calciatore olandese, di ruolo attaccante.

## Palmarès

### Club

#### Competizioni nazionali
- Coppa dei Paesi Bassi: 1

Feyenoord: 1979-1980